# Коллегия Павла Галагана
Коллегия Павла Галагана — закрытое средне-учебное заведение в Киеве, открыто 1 (13) октября 1871 года Г. П. Галаганом в память покойного сына Павла Галагана — мысль о учреждении коллегии была подана ему Ф. В. Чижовым. Прекратило существование после Октябрьской революции.
Цель его: «доставить некоторому числу молодых людей средства подготовительного образования к университету и способствовать развитию самостоятельного педагогического дела в России путём учебно-воспитательной практики» (§ 2 устава).

## История
На содержание коллегии Г. П. Галаган пожертвовал 13 тысяч десятин земли в Полтавской и Черниговской губерниях, общая стоимость которых составляла на то время значительную сумму в 275 тыс. рублей. Также он подарил коллегии библиотеку.
Размещено учебное заведение было в 5 зданиях на Фундуклеевской улице (ныне — Богдана Хмельницкого), реконструированных в 1870 году архитектором А. Я. Шиле. После революции 1917 года большевики ликвидировали Коллегию, превратив её в «трудовую школу». Главное здание (ныне дом № 11) было передано Национальной библиотеке Украины имени В. И. Вернадского; теперь в этом здании находится Музей литературы Украины. Здание, где жила семья Галаганов, а затем директора Коллегии, было снесено при строительстве станции метро. Между ними сохранилось ещё одно здание Коллегии (№ 9), в котором ныне находится косметологическая клиника.
Учебное заведение было рассчитано на обучение и проживание в интернате 70 воспитанников: 30 стипендиатов Г. Галагана и 40 своекоштных. Первый набор состоял из 18 учеников.
Учебная программа Коллегии соответствовала 4-м старшим классам классической гимназии с некоторыми отличиями: греческий язык необязателен; новые языки, рисование и хоровое пение — обязательны; по математике и русскому языку — более широкие программы.

## Директора и преподаватели
- 1871—1873: В. В. Григорьев[3][4]
- 1873—1876: С. Н. Шафранов
- 1879—1890: И. И. Ничипоренко
- 1891—1893: И. Ф. Анненский
- 1893—1906: А. И Степович
- 1906—1911: З. А. Архимович
- 1911—1915: П. А. Конский
- 1915—1917: вакансия

В числе преподавателей Коллегии были:
- П. И. Житецкий — русский язык (1874—1893)
- Н. И. Мурашко — рисование
- В. П. Науменко — словесность
- В. Д. Сиповский — история
- Е. К. Трегубов[укр.] — история
- С. И. Трегубов — Закон Божий (1885—1905)

## Воспитанники
См. также: Выпускники Коллегии Павла Галагана
Выпускники
- 1875:
  - Андроник Степович
- 1877:
  - Илья Ильяшенко
- 1879:
  - Александр Шимановский
- 1881:
  - Пётр Ерёменко
  - Нестор Котляревский
  - Владимир Липский (золотая медаль)
- 1882:
  - Дмитрий Петрушевский
- 1883:
  - Владимир Грабарь
- 1885:
  - Сергей Меринг
  - Сергей Моравский
- 1886:
  - Иосиф Покровский
- 1888
  - Оникий Малиновский
  - Николай Максимейко
- 1889:
  - Пётр Боярский
  - Агафангел Крымский
- 1890:
  - Андрей Ракович
- 1910:
  - Борис Ларин
  - Владимир Отроковский[укр.]

Также окончили коллегию:
- Яков Колубовский
- Леонтий Кочубей
- Михаил Чубинский
- Дмитрий Курский
- Николай Жевахов
- Андрей Ливицкий
- Михаил Драй-Хмара
- Павел Филипович

Учились в ней: Сергей Бердяев, Александр Богомолец, Григорий Костюк.

## В филателии

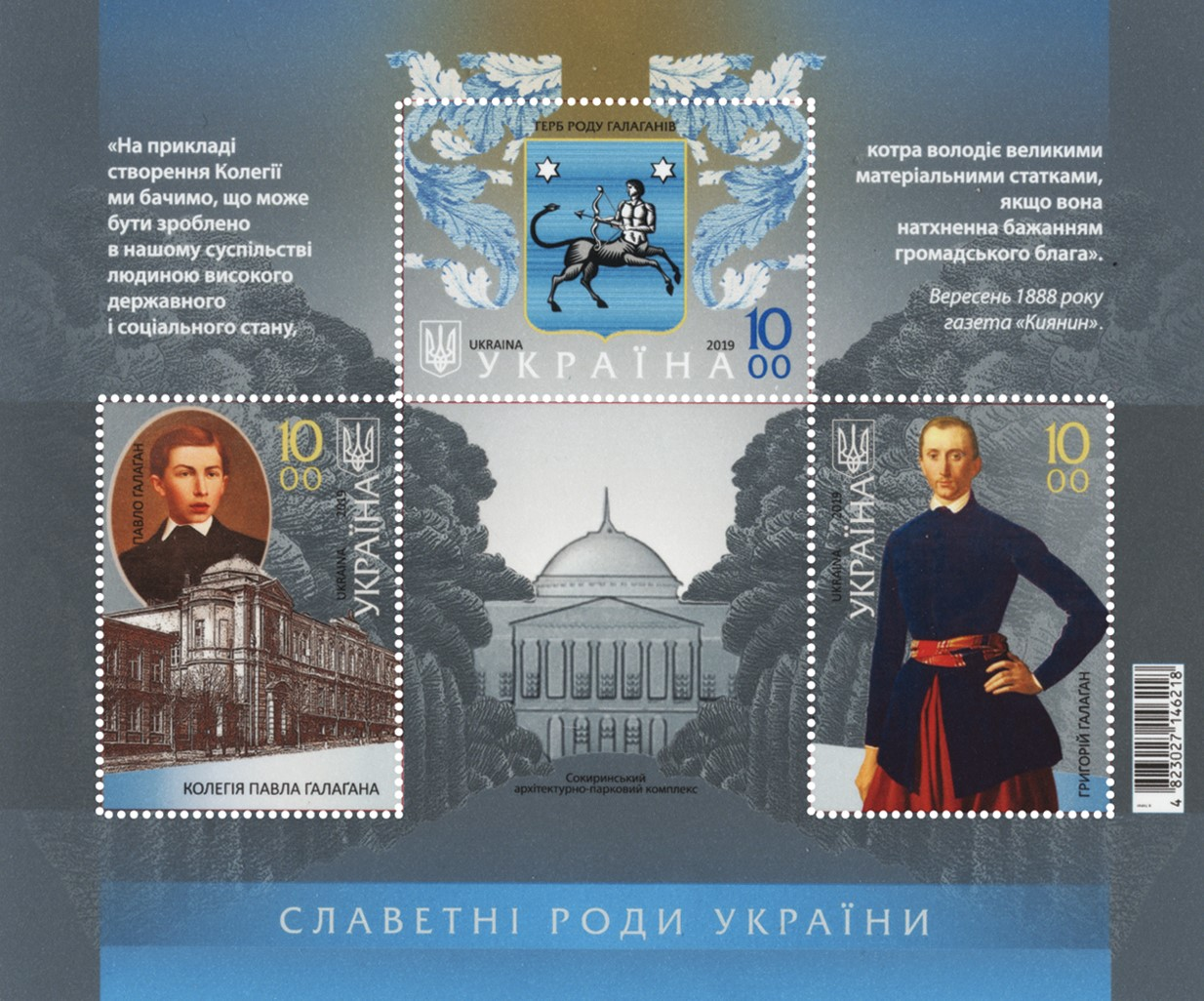
Украина (2019): почтовый блок(Mi #1832—1834)
На левой марке — «Коллегия Павла Галагана»

10 октября 2019 года «Укрпочта» выпустила почтовый блок Украины №176 «Славные роды Украины. Галаганы» (с укр. «Славетні роди України. Ґалаґани»), состоящий с трёх марок (Mi #1832—1834), одна из которых посвящена коллегии Павла Галагана (Mi #1832). На марке также помещён и портрет Павла Галагана. Номинал марки — десять гривен. Блок выпущен тиражом 30 тысяч экземпляров. Дизайн блока — Владимир Таран. На главпочтамтах Киева и Чернигова в этот день было выполнено спецгашение.